# Cua de ventall de Tablas
El cua de ventall de Tablas (Rhipidura sauli) és un ocell de la família dels ripidúrids (Rhipiduridae).

## Hàbitat i distribució
Habita zones boscoses de l'illa de Tablas, a les Filipines occidentals.